# دورسن جی۷۰اس
دورسن جی۷۰ اس یک خودروی کراس اوور سایز متوسط (CUV) است که توسط خودروساز چینی دورسن تولید می‌شود. 

## بررسی اجمالی

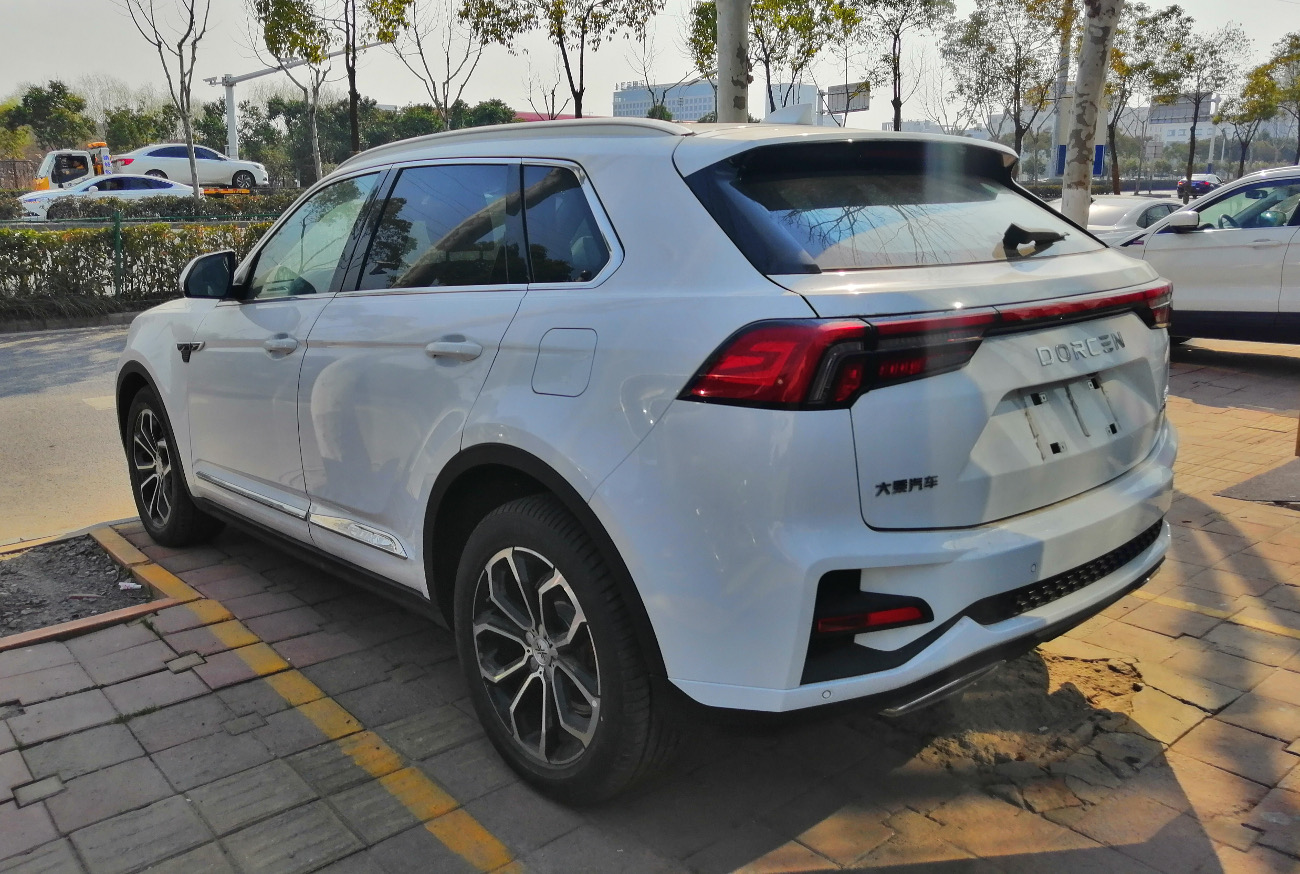
دورسن جی۷۰ اس از عقب

قیمت دورسن جی۷۰ اس که در سپتامبر ۲۰۱۸ در چین فاش شد، از ۱۱۹۹۰۰ یوان تا ۱۴۹۹۰۰ یوان متغیر است.  این نیرو از یک موتور ۲.۰ لیتری Inline-۴ توربو با کد 4G63S4T تامین می شود که توسط میتسوبیشی ارائه شده است. موتور ۲.۰ لیتری Inline-۴ توربو به گیربکس ۸ سرعته اتوماتیک با ۱۷۷ اسب بخار قدرت و ۲۵۰ نیوتن متر گشتاور متصل شده است. 

## طرح
این طرح بر اساس زوتی دومی ۷ ایکس ، در ابتدا به عنوان دومی ایکس ۷ اس پیش‌نمایش شد، تریم اسپرت‌تر خودروی کراس اوور سایز متوسط زوتی دومی ۷ ایکس در نوامبر ۲۰۱۷. زوتی دومی ۷ ایکس اس دارای نمای جلوی بازسازی شده و درب عقب بازطراحی شده است.  از سال ۲۰۱۸، این مدل لغو شد و طراحی و پلتفرم آن به دورسن فروخته شد و به دورسن جی۷۰ اس تغییر نام داد.

## لینک های خارجی
- سایت دورسن